# Odlot aniołów
Odlot aniołów – drugi singiel zespołu PIN z ich debiutanckiego albumu 0001, wydany 16 stycznia 2006 roku.
Przebój był promowany w rozgłośniach radiowych na terenie całego kraju, zajął m.in. 3. miejsce na liście przebojów Polskiego Radia PiK w notowaniu 810, 1. pozycję na liście przebojów TOP30 Radia Centrum czy też 31. miejsce w notowaniach Listy przebojów Programu III.
Autorem tekstu i kompozytorem jest Aleksander Woźniak.